# Ricki Lake
Pour les articles homonymes, voir Lake.
Ricki Lake est une actrice et présentatrice de télévision américaine, née le 21 septembre 1968 à Hastings-on-Hudson, dans l'État de New York.

## Biographie
D’un physique aux formes généreuses au début de sa carrière cinématographique[réf. nécessaire], Ricky Lake est notamment connue pour sa participation régulière aux films de John Waters, où elle tient le rôle principal dans Hairspray et Cry-Baby, et un rôle secondaire dans Cecil B. Demented.
Ricki Lake anima aussi un programme télévisé américain portant son nom, le Ricki Lake Show, de l'année 1993 au mois de mai 2004.
À partir du mois de septembre 2011, elle fait partie de la distribution de Dancing with the Stars 13 sur la chaîne américaine ABC. Son partenaire de danse est le triple vainqueur Derek Hough (il a remporté le trophée avec Brooke Burke, Nicole Scherzinger et Jennifer Grey).
En septembre 2012, elle anime de nouveau un talk show, The Ricki Lake Show. Mais cette émission est arrêtée en 2013.

## Filmographie

### Cinéma
- 1988 : Hairspray : Tracy Turnblad
- 1989 : Dernière Sortie pour Brooklyn : Donna
- 1990 : Cry-Baby : Pepper Walker
- 1992 : Break Out (Where the Day Takes You) : Brenda
- 1992 : Buffy, tueuse de vampires : Charlotte (non créditée)
- 1994 : Serial Mother (Serial Mom) : Misty Sutphin
- 1996 : Mrs. Winterbourne : Connie/Patricia Winterbourne
- 2000 : Cecil B. Demented : Libby
- 2006 : Park : Peggy
- 2007 : Hairspray (remake) : un agent artistique
- 2017 : Gemini : Vanessa

En post-production
- Moon Manor : Ricki Lake

### Télévision
Cette section ne concerne que les fictions
- 1989 : Une fille à croquer (Babycakes) - Grace
- 2009 : Un mariage de raison / L'Amour plus fort que la raison (Loving Leah) : Rabbi Gerry

## Émissions de télévision

### Comme présentatrice
- 1993 - 2004 : Ricki Lake Show
- 2012 - 2013 : Ricki Lake Show

### Comme participante
- 2011 : Dancing with the Stars saison 13 - finaliste (semaines 1 à 10)
- 2019 : The Masked Singer saison 1 - candidate (épisodes 2, 4 et 6)
- 2019 : The X Factor: Celebrity saison 1 - candidate (épisodes 1 à ?)